# Sveriges man
Sveriges man, svensk skönhetstävling för män. De svenska vinnarna deltar i internationella skönhetstävlingar.

## Vinnare
| År   | Tidigare vinnare    | Kommentar                                       |
| ---- | ------------------- | ----------------------------------------------- |
| 1995 | Johan Else          | Top10 Mr World 1995                             |
| 1996 | Peter Eriksen       | Vinnare Manhunt International 1998              |
| 1997 | Johan Hellström     | Vinnare Mr Scandinavia 1997                     |
| 1998 | Daniel Boudal       | Top5 Mr International 1999                      |
| 1999 | Jefry Almén         | Top10 Mr International 2000                     |
| 2000 | Andreas Mattson     |                                                 |
| 2001 | Nicklas Berglund    | Bästa Nationaldräkt Manhunt 2001                |
| 2002 | Martin Kramberg     | Mr Personality Award Manhunt 2002               |
| 2003 | Andreas Schmidt     | Vinnare Mr Scandinavia 2003, Top10 Manhunt 2005 |
| 2004 | Jimmie Kersmo       | Top10 Manhunt 2004, Mr Norge 2005               |
| 2005 | Alexander Sundquist |                                                 |
| 2006 | Simon Madeling      |                                                 |
| 2007 | Egill Arnljóts      |                                                 |
| 2008 | Calle Eriksson      |                                                 |
| 2011 | Peter Jonsson       | 2:a plats i Manhunt International 2012          |